# Hypenetes grisescens
Hypenetes grisescens är en tvåvingeart som beskrevs av Engel 1929. Hypenetes grisescens ingår i släktet Hypenetes och familjen rovflugor. Inga underarter finns listade i Catalogue of Life.